# Hahns Mølle
Hahns Mølle i København var en af de mange møller der gennem et par hundrede år stod på voldanlægets på bastioner rundt om hele København som byens vartegn. På Københavns volde var der i 1782 18 fungerende møller, men de blev nedlagt løbende i 1800-tallet.[kilde mangler] Møllen lå på Hahns/Hanens Bastion i perioden 1652-1873 nogenlunde sammesteds som statuen af H. C. Ørsted står i dag.[kilde mangler]
I 1652 fik en møller tilladelse til at flytte sin virksomhed til Hanens Bastion den senere Hahns Bastion. Nymølle, som den blev kaldt, blev senere ombygge til hollandsk vindmølle. Den blev i 1872 erhvervet af Københavns Kommune, der udlejede den indtil 1874, da den blev fjernet, i forbindelse med at Ørstedsparken blev anlagt, og flyttet til Gørløse og nedrevet 1937.[kilde mangler]
Hahns Bastion og mølle er navngivet efter overjægermester Vincents Hahn (1632-1680).